# Marta Rojas
Marta Rojas, née le 17 mai 1928 et morte le 3 octobre 2021, est une journaliste, romancière, historienne et correspondante de guerre cubaine.

## Biographie
Marta Rojas, fille d'un tailleur, est née à Santiago de Cuba le 17 mai 1928, mais d'autres sources indiquent 1931. Elle étudie à l’Escuela normal (es). Rojas souhaite devenir physicienne, mais elle change d'avis une fois arrivée à La Havane, d'où elle sort diplômée de l'Escuela Profesional de Periodismo Manuel Márquez Sterling.

## Carrière

### Journalisme
En 1953, Rojas assiste au procès des assaillants révolutionnaires contre la caserne de Moncada. Elle écrit un reportage dans le magazine Bohemia qui est censuré (en) par le gouvernement de l'époque, mais publié lors du triomphe de la révolution cubaine en 1959 dans la section En Cuba du même magazine. Marta Rojas travaille aussi pour les magazines Verde Olivo et Trabajo (en).
Fondatrice du journal Granma, elle y travaille dès sa création, couvrant de nombreux événements nationaux et internationaux, dont de nombreux voyages de Fidel Castro à l'étranger. Elle est également correspondante de guerre au Viêt Nam. Marta Rojas est dans ce contexte la dernière journaliste étrangère à avoir interviewé Hô Chi Minh.

### Littérature
Rojas écrit plusieurs romans traitant de la fondation de la nation cubaine et de la lutte des métis depuis le XVIIIe siècle. Se tournant vers la fiction historique, elle publie plusieurs livres dont Moncada, La generación del centenario en el Moncada, El juicio del Moncada, Tania, la guerrillera comme co-autrice et El que debe vivir (témoignages sur la vie d'Abel Santamaría (en)),. En 1992, un extrait traduit par Jean Stubbs et Pedro Pérez Sarduy (en) du roman alors inédit de Rojas, El columpio de Rey Spencer, est inclus dans l'anthologie Daughters of Africa, éditée par Margaret Busby.
En 2011, Marta Rojas est désignée comme membre du jury du Prix Cervantes.
Elle meurt d'une crise cardiaque le 3 octobre 2021.

## Prix et distinctions
Rojas reçoit de nombreux prix, tels que le prix Casa de las Américas en 1978, le  Prix national de journalisme José-Martí (es) en 1997 et le Prix Alejo-Carpentier (es) en 2005.

## Œuvres choisies
- 1960 : Moncada: un juicio insólito
- 1964 : La generación del centenario en el Moncada
- 1971 : Tania, la guerrillera
- 1978 : El que debe vivir
- 1996 : El columpio de Rey Spencer
- 2007 : Santa Lujuria